# Antonio Viscardi
Antonio Viscardi (* 30. Juli 1900 in Venedig; † 1. März 1972 in Bellano) war ein italienischer Romanist.

## Leben und Werk
Viscardi lehrte von 1934 bis 1942 an der Universität Pavia und von 1942 bis zu seinem Tod romanische Philologie an der Universität Mailand. Sein bedeutendstes Werk ist der von ihm mehrfach umgearbeitete Band über die Anfänge der italienischen Literatur unter dem Titel Le Origini (fünf Auflagen von 1939 bis 1973).
Viscardi war ab 1971 Mitglied der Accademia Nazionale dei Lincei.

## Veröffentlichungen (Auswahl)
- (Hrsg.) Miscellanea di studi critici in onore di Vincenzo Crescini, Cividale 1927
- S. Antonio da Padova, Rom 1931, Mailand 1941
- Saggio sulla letteratura religiosa del Medio Evo romanzo, Padua 1932, Florenz 1968
- Sulla leggenda liturgica di San Carlo Magno, Rom 1933; La Leggenda liturgica di San Carlo Magno e l'epopea francese, Bari 1971
- Latinità medioevale e tradizione scolastica, Rom 1938
- Le origini, Mailand 1939, 575 Seiten; 1950, 737 Seiten; 1957, 831 Seiten; 1966, 816 Seiten; 1973, 840 Seiten (Storia letteraria d'Italia 1)
- (Hrsg.) Letteratura franco-italiana, Modena 1941
- Posizioni vecchie e nuove della storia letteraria romanza, Mailand 1944
- (Hrsg.) Antologia dei narratori francesi del Medio Evo, Mailand 1945
- Il purismo. Lezioni di storia della lingua, hrsg. von Maurizio Vitale, Mailand 1949
- (mit Arturo Pompeati) La letteratura italiana dalle origini ai giorni nostri, Mailand 1951 (Lehrbuch für die Schule)
- Letterature d'oc e d'oïl, Mailand 1952, 1958
- (mit Maurizio Vitale u. a.)  Preistoria e storia degli studi romanzi, Mailand 1955
- (mit Maurizio Vitale) La prima arte. Grammatica italiana per le scuole medie, Mailand 1956
- (Hrsg. mit anderen)  Le Prefazioni ai primi grandi vocabolari delle lingue europee. 1. Le Lingue romanze : Vocabolario degli Accademici della Crusca. Dictionnaire de l'Académie française. Vocabulario portuguez e latino. Diccionario de la lengua castellana, Mailand 1959
- Le origini della tradizione letteraria italiana, Rom 1959
- Florilegio trobadorico, Mailand 1965
- (mit Gianluigi Barni) L'Italia nell'età comunale, Turin 1966